# ISO 4217

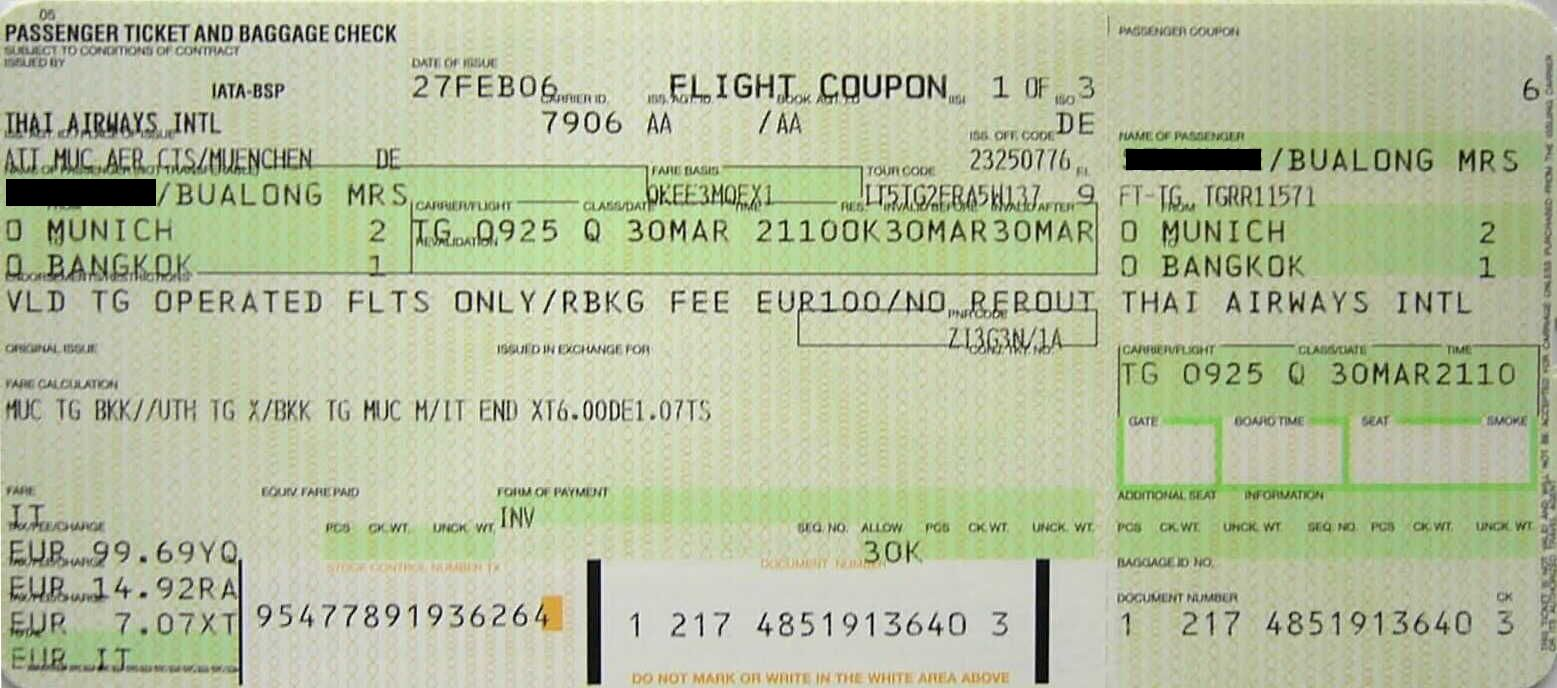
ISO 4217 코드(유로/EUR, 왼쪽 아래)로 표기된 비행기표.

ISO 4217은 제정된 통화의 이름을 정의하기 위한 3문자의 부호(통화 코드라고도 알려짐)를 기술하는 국제 표준화 기구(ISO)가 정의한 국제 기준이다.

## 역사
1973년, ISO 기술 위원회 68은 무역, 상업, 은행 등의 응용에 사용할 수 있는 통화와 자금을 나타내는 코드를 개발하기로 결정했다. 제17차 회의(1978년 2월)에서, 관련 UN/ECE 전문가 그룹은 국제 표준 ISO 4217의 세 글자의 알파벳 코드인 "통화 및 자금 표시 코드"가 국제 무역에서 사용하기에 적합하다는 데 동의했다.
시간이 지나면서, 새로운 통화가 생성되고 오래된 통화가 중단된다. 이러한 변화는 보통 새로운 국가의 형성, 공유 통화 또는 통화 연합에 관한 국가 간의 조약, 과도한 인플레이션으로 인한 기존 통화의 리디노미네이션에서 비롯된다. 결과적으로, 코드 목록을 수시로 업데이트해야 한다. ISO 4217 유지관리 기관은 코드 목록을 유지관리할 책임이 있다.

## 코드 종류

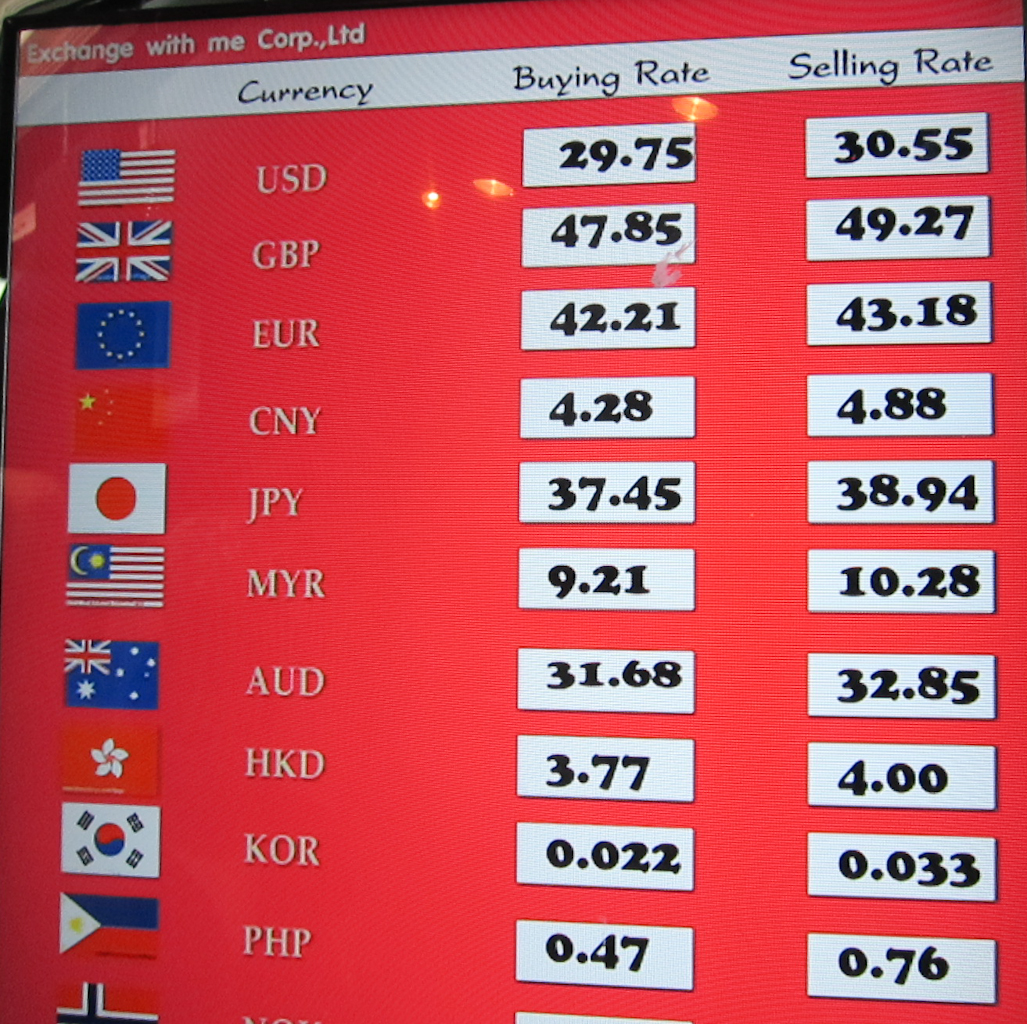
태국의 환율 목록. 한국 통화 코드는 KRW임.

### 국가 통화
국가 통화의 경우, 알파 코드의 처음 두 글자는 ISO 3166-1 alpha-2 국가 코드의 두 글자이고, 세 번째 문자는 일반적으로 통화의 주요 단위의 이니셜이다. 그래서 일본의 통화 코드는 JPY이다. "JP"는 일본(Japan)을 그리고 "Y"는 엔(yen)을 의미한다. 이것은 각각 상당히 다른 가치를 가진 달러, 프랑, 페소, 파운드라는 명칭이 수십 개 국가에서 사용되면서 발생하는 문제를 제거한다. 대부분의 경우 ISO 코드는 통화의 전체 영어 이름의 약어와 유사하지만, 알제리 디나르, 아루바 플로린, 케이맨 달러, 런민비, 스털링, 스위스 프랑과 같은 통화에는 공식 통화 이름의 약어와 유사하지 않은 코드가 할당되어 있기 때문에 항상 그렇지는 않다.

### 숫자 코드
ISO 4217은 또한 각 화폐에 세 자리 숫자 코드를 할당한다. 이 숫자 코드는 일반적으로 ISO 3166-1에 의해 해당 국가에 할당된 숫자 코드와 동일하다. 예를 들어, USD(미국 달러)에는 숫자 코드 840이 있으며, 이 코드는 "US"(미국)의 ISO 3166-1 코드이기도 하다.

## 역사
1973년에 ISO 기술 위원회 68은 무역, 상업, 은행업에 적용하기 위한 통화, 기금을 대표할 코드를 개발하기로 결정하였다. 1978년 2월에 UN/ECE 전문가 그룹은 국제 표준 ISO 4217의 세 개의 알파벳 코드가 국제 무역에 적당하다는 데에 뜻을 모았다.
시간이 지남에 따라, 새로운 통화 코드가 만들어졌으며 오래된 통화 코드는 중단되었다. 정부가 새로 들어선다든지, 국가간 통화 조약의 표준화 과정, 과도한 인플레이션에 따른 통화 재평가 등에 따라 이러한 일이 잦았다. 그 결과, 코드의 목록은 수시로 갱신되었다. ISO 4217 MA는 이 코드 목록을 관리할 책임을 진다.

## ISO 4217 통화 코드 목록

### 유효한 코드
다음은 2023년 1월 1일 기준 공식 ISO 4217 통화 명칭의 코드 목록이다. 표준에서 이 값들은 "알파벳 코드", "숫자 코드", "마이너 단위" 그리고 "독립체"로 불린다.
| 코드 | 숫자 | E  | 통화                                                     | 이 통화를 사용하는 지역들 |
| ---- | ---- | -- | -------------------------------------------------------- | --- |
| AED  | 784  | 2  | 아랍에미리트 디르함                                      | 아랍에미리트 |
| AFN  | 971  | 2  | 아프가니스탄 아프가니                                    | 아프가니스탄 |
| ALL  | 008  | 2  | 알바니아 레크                                            | 알바니아 |
| AMD  | 051  | 2  | 아르메니아 드람                                          | 아르메니아 |
| ANG  | 532  | 2  | 네덜란드령 안틸레스 휠던                                 | 퀴라소 (CW), 신트마르턴 (SX) |
| AOA  | 973  | 2  | 앙골라 콴자                                              | 앙골라 |
| ARS  | 032  | 2  | 아르헨티나 페소                                          | 아르헨티나 |
| AUD  | 036  | 2  | 오스트레일리아 달러                                      | 오스트레일리아, 크리스마스 섬 (CX), 코코스 제도 (CC), 허드 맥도널드 제도 (HM), 키리바시 (KI), 나우루 (NR), 노퍽 섬 (NF), 투발루 (TV) |
| AWG  | 533  | 2  | 아루바 플로린                                            | 아루바 |
| AZN  | 944  | 2  | 아제르바이잔 마나트                                      | 아제르바이잔 |
| BAM  | 977  | 2  | 보스니아 헤르체고비나 태환 마르카                        | 보스니아 헤르체고비나 |
| BBD  | 052  | 2  | 바베이도스 달러                                          | 바베이도스 |
| BDT  | 050  | 2  | 방글라데시 타카                                          | 방글라데시 |
| BGN  | 975  | 2  | 불가리아 레프                                            | 불가리아 |
| BHD  | 048  | 3  | 바레인 디나르                                            | 바레인 |
| BIF  | 108  | 0  | 부룬디 프랑                                              | 부룬디 |
| BMD  | 060  | 2  | 버뮤다 달러                                              | 버뮤다 |
| BND  | 096  | 2  | 브루나이 달러                                            | 브루나이, 싱가포르 (SG)에서 보조적 |
| BOB  | 068  | 2  | 볼리비아 볼리비아노                                      | 볼리비아 |
| BOV  | 984  | 2  | Bolivian Mvdol (기금부호)                                | 볼리비아 |
| BRL  | 986  | 2  | 브라질 헤알                                              | 브라질 |
| BSD  | 044  | 2  | 바하마 달러                                              | 바하마 |
| BTN  | 064  | 2  | 부탄 눌트럼                                              | 부탄 |
| BWP  | 072  | 2  | 보츠와나 풀라                                            | 보츠와나 |
| BYN  | 933  | 2  | 신 벨라루스 루블                                         | 벨라루스 |
| BYR  | 974  | 0  | 벨라루스 루블                                            | 벨라루스 |
| BZD  | 084  | 2  | 벨리즈 달러                                              | 벨리즈 |
| CAD  | 124  | 2  | 캐나다 달러                                              | 캐나다 |
| CDF  | 976  | 2  | 콩고 프랑                                                | 콩고 민주 공화국 |
| CHE  | 947  | 2  | WIR 유로 (보완화폐)                                      | 스위스 |
| CHF  | 756  | 2  | 스위스 프랑                                              | 스위스, 리히텐슈타인 (LI) |
| CHW  | 948  | 2  | WIR 프랑 (보완화폐)                                      | 스위스 |
| CLF  | 990  | 4  | Unidad de Fomento (기금부호)                             | 칠레 |
| CLP  | 152  | 0  | 칠레 페소                                                | 칠레 |
| CNY  | 156  | 2  | 중화인민공화국 위안                                      | 중화인민공화국 |
| COP  | 170  | 2  | 콜롬비아 페소                                            | 콜롬비아 |
| COU  | 970  | 2  | Unidad de Valor Real (UVR) (기금부호)                    | 콜롬비아 |
| CRC  | 188  | 2  | 코스타리카 콜론                                          | 코스타리카 |
| CUP  | 192  | 2  | 쿠바 페소                                                | 쿠바 |
| CVE  | 132  | 0  | 카보베르데 이스쿠두                                      | 카보베르데 |
| CZK  | 203  | 2  | 체코 코루나                                              | 체코 |
| DJF  | 262  | 0  | 지부티 프랑                                              | 지부티 |
| DKK  | 208  | 2  | 덴마크 크로네                                            | 덴마크, 페로 제도 (FO), 그린란드 (GL) |
| DOP  | 214  | 2  | 도미니카 페소                                            | 도미니카 공화국 |
| DZD  | 012  | 2  | 알제리 디나르                                            | 알제리 |
| EGP  | 818  | 2  | 이집트 파운드                                            | 이집트, 가자 지구에서 보조적 |
| ERN  | 232  | 2  | 에리트레아 낙파                                          | 에리트레아 |
| ETB  | 230  | 2  | 에티오피아 비르                                          | 에티오피아 |
| EUR  | 978  | 2  | 유로                                                     | 아크로티리 데켈리아, 안도라 (AD), 오스트리아 (AT), 벨기에 (BE), 키프로스 (CY), 에스토니아 (EE), 핀란드 (FI), 프랑스 (FR), 독일 (DE), 그리스 (GR), 과들루프 (GP), 아일랜드 (IE), 이탈리아 (IT), 코소보, 라트비아 (LV), 리투아니아 (LT), 룩셈부르크 (LU), 몰타 (MT), 마르티니크 (MQ), 마요트 (YT), 모나코 (MC), 몬테네그로 (ME), 네덜란드 (NL), 포르투갈 (PT), 레위니옹 (RE), 생바르텔레미 (BL), 생피에르 미클롱 (PM), 산마리노 (SM), 슬로바키아 (SK), 슬로베니아 (SI), 스페인 (ES), 바티칸 시국 (VA), 크로아티아 (HR) |
| FJD  | 242  | 2  | 피지 달러                                                | 피지 |
| FKP  | 238  | 2  | 포클랜드 제도 파운드                                     | 포클랜드 제도 (GBP에 1:1 고정) |
| GBP  | 826  | 2  | 파운드 스털링                                            | 영국, 맨 섬 (IM, 맨 섬 파운드를 보시오), 저지 섬 (JE, 저지 섬 파운드를 보시오), 건지 섬 (GG, 건지 섬 파운드), 사우스조지아 사우스샌드위치 제도 (GS), 영국령 인도양 지역 (IO) (USD 또한 사용), 트리스탄다쿠냐 제도 (SH-TA), 그리고 영국령 남극 지역 |
| GEL  | 981  | 2  | 조지아 라리                                              | 조지아 ( 압하지야 (GE-AB)와 남오세티야 제외) |
| GHS  | 936  | 2  | 가나 세디                                                | 가나 |
| GIP  | 292  | 2  | 지브롤터 파운드                                          | 지브롤터 (GBP에 1:1 고정) |
| GMD  | 270  | 2  | 감비아 달라시                                            | 감비아 |
| GNF  | 324  | 0  | 기니 프랑                                                | 기니 |
| GTQ  | 320  | 2  | 과테말라 케찰                                            | 과테말라 |
| GYD  | 328  | 2  | 가이아나 달러                                            | 가이아나 |
| HKD  | 344  | 2  | 홍콩 달러                                                | 홍콩, 마카오 (MO) |
| HNL  | 340  | 2  | 온두라스 렘피라                                          | 온두라스 |
| HTG  | 332  | 2  | 아이티 구르드                                            | 아이티 |
| HUF  | 348  | 2  | 헝가리 포린트                                            | 헝가리 |
| IDR  | 360  | 2  | 인도네시아 루피아                                        | 인도네시아 |
| ILS  | 376  | 2  | 이스라엘 신 셰켈                                         | 이스라엘, 팔레스타인 (PS) |
| INR  | 356  | 2  | 인도 루피                                                | 인도, 부탄, 네팔, 짐바브웨 |
| IQD  | 368  | 3  | 이라크 디나르                                            | 이라크 |
| IRR  | 364  | 2  | 이란 리알                                                | 이란 |
| ISK  | 352  | 0  | 아이슬란드 크로나                                        | 아이슬란드 |
| JMD  | 388  | 2  | 자메이카 달러                                            | 자메이카 |
| JOD  | 400  | 3  | 요르단 디나르                                            | 요르단, 요르단 강 서안 지구에서 보조적 |
| JPY  | 392  | 0  | 일본 엔                                                  | 일본 |
| KES  | 404  | 2  | 케냐 실링                                                | 케냐 |
| KGS  | 417  | 2  | 키르기스스탄 솜                                          | 키르기스스탄 |
| KHR  | 116  | 2  | 캄보디아 리엘                                            | 캄보디아 |
| KMF  | 174  | 0  | 코모로 프랑                                              | 코모로 |
| KPW  | 408  | 2  | 조선민주주의인민공화국 원                                | 조선민주주의인민공화국 |
| KRW  | 410  | 0  | 대한민국 원                                              | 대한민국 |
| KWD  | 414  | 3  | 쿠웨이트 디나르                                          | 쿠웨이트 |
| KYD  | 136  | 2  | 케이맨 제도 달러                                         | 케이맨 제도 |
| KZT  | 398  | 2  | 카자흐스탄 텡게                                          | 카자흐스탄 |
| LAK  | 418  | 2  | 라오스 킵                                                | 라오스 |
| LBP  | 422  | 2  | 레바논 파운드                                            | 레바논 |
| LKR  | 144  | 2  | 스리랑카 루피                                            | 스리랑카 |
| LRD  | 430  | 2  | 라이베리아 달러                                          | 라이베리아 |
| LSL  | 426  | 2  | 레소토 로티                                              | 레소토 |
| LYD  | 434  | 3  | 리비아 디나르                                            | 리비아 |
| MAD  | 504  | 2  | 모로코 디르함                                            | 모로코 |
| MDL  | 498  | 2  | 몰도바 레우                                              | 몰도바 |
| MGA  | 969  | 1* | 마다가스카르 아리아리                                    | 마다가스카르 |
| MKD  | 807  | 2  | 마케도니아 데나르                                        | 마케도니아 |
| MMK  | 104  | 2  | 미얀마 짯                                                | 미얀마 |
| MNT  | 496  | 2  | 몽골 투그릭                                              | 몽골 |
| MOP  | 446  | 2  | 파타카                                                   | 마카오 |
| MRO  | 478  | 1* | 모리타니 우기야                                          | 모리타니 |
| MUR  | 480  | 2  | 모리셔스 루피                                            | 모리셔스 |
| MVR  | 462  | 2  | 몰디브 루피야                                            | 몰디브 |
| MWK  | 454  | 2  | 말라위 콰차                                              | 말라위 |
| MXN  | 484  | 2  | 멕시코 페소                                              | 멕시코 |
| MXV  | 979  | 2  | Mexican Unidad de Inversion (UDI) (기금부호)             | 멕시코 |
| MYR  | 458  | 2  | 말레이시아 링깃                                          | 말레이시아 |
| MZN  | 943  | 2  | 모잠비크 메티칼                                          | 모잠비크 |
| NAD  | 516  | 2  | 나미비아 달러                                            | 나미비아 |
| NGN  | 566  | 2  | 나이지리아 나이라                                        | 나이지리아 |
| NIO  | 558  | 2  | 니카라과 코르도바                                        | 니카라과 |
| NOK  | 578  | 2  | 노르웨이 크로네                                          | 노르웨이, 스발바르 제도와 얀마옌 섬 (SJ), 부베 섬 (BV), 퀸모드랜드, 틀:나라자료 페테르 1세 섬 |
| NPR  | 524  | 2  | 네팔 루피                                                | 네팔 |
| NZD  | 554  | 2  | 뉴질랜드 달러                                            | 뉴질랜드, 쿡 제도 (CK), 니우에 (NU), 핏케언 제도 (PN; 핏케언 제도 달러도 참고하시오), 토켈라우 (TK), 로스 속령 |
| OMR  | 512  | 3  | 오만 리알                                                | 오만 |
| PAB  | 590  | 2  | 파나마 발보아                                            | 파나마 |
| PEN  | 604  | 2  | 페루 솔                                                  | 페루 |
| PGK  | 598  | 2  | 파푸아뉴기니 키나                                        | 파푸아뉴기니 |
| PHP  | 608  | 2  | 필리핀 페소                                              | 필리핀 |
| PKR  | 586  | 2  | 파키스탄 루피                                            | 파키스탄 |
| PLN  | 985  | 2  | 폴란드 즈워티                                            | 폴란드 |
| PYG  | 600  | 0  | 파라과이 과라니                                          | 파라과이 |
| QAR  | 634  | 2  | 카타르 리얄                                              | 카타르 |
| RON  | 946  | 2  | 루마니아 레우                                            | 루마니아 |
| RSD  | 941  | 2  | 세르비아 디나르                                          | 세르비아 |
| RUB  | 643  | 2  | 러시아 루블                                              | 러시아, 압하지야 (GE-AB), 남오세티야, 크림반도 |
| RWF  | 646  | 0  | 르완다 프랑                                              | 르완다 |
| SAR  | 682  | 2  | 사우디아라비아 리얄                                      | 사우디아라비아 |
| SBD  | 090  | 2  | 솔로몬 제도 달러                                         | 솔로몬 제도 |
| SCR  | 690  | 2  | 세이셸 루피                                              | 세이셸 |
| SDG  | 938  | 2  | 수단 파운드                                              | 수단 |
| SEK  | 752  | 2  | 스웨덴 크로나/크로노르                                   | 스웨덴 |
| SGD  | 702  | 2  | 싱가포르 달러                                            | 싱가포르, 브루나이 (BN)에서 보조적 |
| SHP  | 654  | 2  | 세인트헬레나 파운드                                      | 세인트헬레나 (SH-SH), 어센션 섬 (SH-AC) (GBP에 1:1 고정) |
| SLL  | 694  | 2  | 시에라리온 리온                                          | 시에라리온 |
| SOS  | 706  | 2  | 소말리아 실링                                            | 소말리아 ( 소말릴란드 제외) |
| SRD  | 968  | 2  | 수리남 달러                                              | 수리남 |
| SSP  | 728  | 2  | 남수단 파운드                                            | 남수단 |
| STD  | 678  | 2  | 상투메 프린시페 도브라                                   | 상투메 프린시페 |
| SVC  | 222  | 2  | 엘살바도르 콜론                                          | 엘살바도르 |
| SYP  | 760  | 2  | 시리아 파운드                                            | 시리아 |
| SZL  | 748  | 2  | 에스와티니 릴랑게니                                      | 에스와티니 |
| THB  | 764  | 2  | 태국 밧                                                  | 태국, 캄보디아, 미얀마, 라오스 |
| TJS  | 972  | 2  | 타지키스탄 소모니                                        | 타지키스탄 |
| TMT  | 934  | 2  | 투르크메니스탄 마나트                                    | 투르크메니스탄 |
| TND  | 788  | 3  | 튀니지 디나르                                            | 튀니지 |
| TOP  | 776  | 2  | 통가 팡가                                                | 통가 |
| TRY  | 949  | 2  | 튀르키예 리라                                            | 튀르키예 , 북키프로스 |
| TTD  | 780  | 2  | 트리니다드 토바고 달러                                   | 트리니다드 토바고 |
| TWD  | 901  | 2  | 신 대만 달러                                             | 중화민국 |
| TZS  | 834  | 2  | 탄자니아 실링                                            | 탄자니아 |
| UAH  | 980  | 2  | 우크라이나 흐리우냐                                      | 우크라이나 |
| UGX  | 800  | 0  | 우간다 실링                                              | 우간다 |
| USD  | 840  | 2  | 미국 달러                                                | 미국, 아메리칸사모아 (AS), 바베이도스 (BB) (바베이도스 달러뿐만 아니라), 버뮤다 (BM) (버뮤다 달러뿐만 아니라), 영국령 인도양 지역 (IO) (GBP 또한 사용한다), 영국령 버진아일랜드 (VG), 카리브 네덜란드 (BQ - 보네르 섬, 신트외스타티위스 섬 그리고 사바 섬), 에콰도르 (EC), 엘살바도르 (SV), 괌 (GU), 아이티 (HT), 마셜 제도 (MH), 미크로네시아 연방 (FM), 북마리아나 제도 (MP), 팔라우 (PW), 파나마 (PA), 푸에르토리코 (PR), 동티모르 (TL), 터크스 케이커스 제도 (TC), 미국령 버진아일랜드 (VI), 짐바브웨 (ZW)       |
| USN  | 997  | 2  | United States dollar (next day) (기금부호)               | 미국 |
| UYI  | 940  | 0  | Uruguay peso en Unidades Indexadas (URUIURUI) (기금부호) | 우루과이 |
| UYU  | 858  | 2  | 우루과이 페소                                            | 우루과이 |
| UZS  | 860  | 2  | 우즈베키스탄 숨                                          | 우즈베키스탄 |
| VEF  | 937  | 2  | 베네수엘라 볼리바르                                      | 베네수엘라 |
| VND  | 704  | 0  | 베트남 동                                                | 베트남 |
| VUV  | 548  | 0  | 바누아투 바투                                            | 바누아투 |
| WST  | 882  | 2  | 사모아 탈라                                              | 사모아 |
| XAF  | 950  | 0  | CFA 프랑 BEAC                                            | 카메룬 (CM), 중앙아프리카 공화국 (CF), 차드 (TD), 콩고 공화국 (CG), 적도 기니 (GQ), 가봉 (GA) |
| XAG  | 961  | .  | 은 (1 트로이 온스)                                       | |
| XAU  | 959  | .  | 금 (1 트로이 온스)                                       | |
| XBA  | 955  | .  | European Composite Unit (EURCO) (채권 시장 단위)         | |
| XBB  | 956  | .  | European Monetary Unit (E.M.U.-6) (채권 시장 단위)       | |
| XBC  | 957  | .  | European Unit of Account 9 (E.U.A.-9) (채권 시장 단위)   | |
| XBD  | 958  | .  | European Unit of Account 17 (E.U.A.-17) (채권 시장 단위) | |
| XCD  | 951  | 2  | 동카리브 달러                                            | 앵귈라 (AI), 앤티가 바부다 (AG), 도미니카 연방 (DM), 그레나다 (GD), 몬트세랫 (MS), 세인트키츠 네비스 (KN), 세인트루시아 (LC), 세인트빈센트 그레나딘 (VC) |
| XDR  | 960  | .  | 특별인출권                                               | 국제 통화 기금 |
| XOF  | 952  | 0  | CFA 프랑 BCEAO                                           | 베냉 (BJ), 부르키나파소 (BF), 코트디부아르 (CI), 기니비사우 (GW), 말리 (ML), 니제르 (NE), 세네갈 (SN), 토고 (TG) |
| XPD  | 964  | .  | 팔라듐 (1 트로이 온스)                                   | |
| XPF  | 953  | 0  | CFP 프랑 (franc Pacifique)                               | 태평양의 프랑스령 영토: 프랑스령 폴리네시아 (PF), 누벨칼레도니 (NC), 왈리스 푸투나 (WF) |
| XPT  | 962  | .  | 백금 (1 트로이 온스)                                     | |
| XSU  | 994  | .  | SUCRE                                                    | Unified System for Regional Compensation (SUCRE) |
| XTS  | 963  | .  | Code reserved for testing purposes                       | |
| XUA  | 965  | .  | ADB Unit of Account                                      | 아프리카 개발 은행 |
| XXX  | 999  | .  | 통화 없음                                                | |
| YER  | 886  | 2  | 예멘 리알                                                | 예멘 |
| ZAR  | 710  | 2  | 남아프리카 공화국 랜드                                   | 남아프리카 공화국 |
| ZMW  | 967  | 2  | 잠비아 콰차                                              | 잠비아 |
| ZWL  | 932  | 2  | 짐바브웨 달러 A/10                                       | 짐바브웨 |

## 같이 보기
- 유통 중인 통화 목록